# Guillain-Barréov sindrom
Guillain-Barréov sindrom (GBS) je akutna upalna demijelinatna polineuropatija, autoimuna bolest perifernog živčanog sustava, najčešće potaknuta akutnim upalnim procesom. Spada u širu skupinu perifernih neuropatija. Postoji nekoliko varijanata sindroma, no, ako se ne navede drugačije, uglavnom se odnosi na već spomenutu akutnu upalnu demijelinatnu polineutopatiju. Bolest je najčešće jako opasna, a izaziva paralizu koja započinje u nogama (pri stupanj je slabost u nogama), a širi se na gornje udove i lice i rezultira potpunim gubitkom svakog refleksa i potpunom paralizom cijelog tijela. Uobičajeno liječenje bolesti odvija se plazmoferozom ili intravenskim unošenjem imunoglobulina u kombinaciji s njegom. Brzom primjenom ovih terapija, većina pacijenata će se oporaviti u potpunosti. No, smrt se može dogoditi u slučejevima u kojima su prisutne ozbiljne plućne komplikacije ili disautonomija.

## Patofiziologija
Sve varijante Guillain-Barréovog sindroma nastaju zbog imunološke reakcije na strane antigene (kao što su infektivni agenti ili cjepiva), no tijelo krivo reagira, te kao antigene prepoznaje živčana tkiva samog domaćina na koja reagira kao na neko strano tijelo - jedan oblik antigenske mimikrije. Mete takvih napada su prema mišljenju stručnjaka gangliosidi, kompleksni glikosfingolipidi koji su u živčanim tkivima prisutni u velikim količinama, a najviše ih ima u Ranvierovim čvorovima. Primjer je gangliosid GM1, koji može biti meta u 20 - 50% slučajeva, naročito nakon infenkcije koju je uzrokovala bakterija Campylobacter jejuni. Još jedan primjer je gangliosid GQ1b, koji je meta u dolje-spomenutom Miller-Fisherovom sindromu.
Krajni rezultat ovakvog autoimunog napada na periferni živčani sustav je upala mijelina i kondukcijski blok koji dovodi do paralize mišića koja može biti popraćena smetnjama u osjetilnom ili autonomnom živčanom sustavu.
No, u blažim slučajevima, aksonalne funkcije ostaju nedirnute pa je oporavak vrlo brz ako se dogodi proces remijelinacije. U težim pak slučajevima, kao što su AMAN ili AMSAN, događa se aksonalna degeneracija, te time oporavak ovisi o oporavku aksona. Novija istraživanja su pokazala da se gubitak mijelina događa u čak 80% slučajeva, dok je u ostalih 20% prisutan gubitak aksona.

## Simptomi
Početna karakteristika bolesti je slabost koja započinje u donjim ekstremitetima te se širi po tijelu uzlaznom putanjom. Oboljeli uglavnom primijete tu slabost koja se manifestira u obliku "gumenih nogu" ili nogu koje se same izvijaju, s ili bez disestezije. Širenjem bolesti prema gore, koje se zbiva periodično tijekom sati ili dana, ruke i mišići lica postanu također paralizirani. No, mozgovni živci su češće zahvaćeni, što dovodi do slabosti kortikonuklearnog trakta i respiratornih problema. Većina oboljenih treba hospitalizaciju, a oko 30% njih treba i uređaje za pomoć pri disanju. Česta je i slabost u licu, no abnormalnosti pri kretanju očiju nisu toliko karakteristične za uzlazni GBS koliko za Miller-Fisherov sindrom. Osjetilni problemi, ako su prisutni, najčešće dolaze u formi gubitka propriocepcije (dezorijentiranost) i arefleksije. Gubitak osjećaja za bol i temperaturu je uglavnom blag. Bol je zapravo čest simptom GBS-a, a pojavljuje se u obliku duboke boli u oslabljenim mišićima, što oboljeli najčešće atributiraju prevelikom vježbanju. Ovi bolovi su samoograničeni i mogu se liječiti uobičajenim analgeticima. U rijetkim slučajevima prisutan je i poremećaj mjehura, no on je najčešće tranzijentan. Ako je poremećaj težak, trebalo bi se posumnjati na bolest leđne moždine.
Povišena temperatura ne bi trebala biti simptom, no ako je prisutna, trebalo bi se posumnjati na neku drugu bolest.
U težim slučajevima GBS-a, čest je i gubitak autonomnih funkcija, koji se manifestira u obliki fluktuacija u krvnom tlaku, ortostatske hipotezije i srčanih aritmija.
Svi ovi simptomi su slični progresivnoj upalnoj neuropatiji.

### Kliničke varijante
Iako je uzlazna paraliza najčešći oblik širenja GBS-a, postoje i druge varijante:
- Miller-Fisherov sindrom (MFS) je vrlo rijetka varijanta GBS-a, a manifestira se kao silazna paraliza, suprotono od primarnog oblika GBS-a. Najčešće počinje s očnim mišićima, a rezultira s oftamoplegijom, ataksijom i arefeleksijom. Anti-GQ1b antitijela su prisutna u 90% slučajeva.
- Akutna motorična aksonalna neuropatija (AMAN) ili Kineski paralitički sindrom napada Ranvierove čvorove, a najčešći je u Kini i Meksiku. Bolest može biti sezonska, a oporavak izrazito brz. Prisutna su Anti-GD1a antitijela, no puno su češća Anti-GD3 antitijela.[2]
- Akutna motorična osjetilna aksonalna neuropatija (AMSAN) je slična AMAN-u, no uzrokojue i velike štete osjetilnim živcima. Oporavak je spor i često nepotpun.[3]

## Dijagnoza
Dijagnosticiranje GBS-a najčešće ovisi u otkrivanju simptoma kao što su arefleksija, brzo širenje paralize mišića i izostanak temperature. Za potvrđivanje simptoma uglavom se koriste likvor ili elektrodijagnostika, no zbog akutnih svojstava bolesti, simptomi se najčešće ne mogu potvrditi prije 2. tjedna bolesti.
- Likvor

Najčešći rezultati analize likvora su albumino-citološka disocijacija, povišen broj proteina (100 - 1000 mg/dL) bez prateće pleocitoze (povišen broj stanica), što je u kontrastu s infekcijom. Prisutnost pleocitoze može sugerirati da se radi o nekoj drugoj bolesti, kao na primjer infekciji.
Mnogi znanstvenici danas debatiraju zašto je u likvoru broj proteina povišen, a broj stanica nije. Infiltracija leukocita u mijelin je odgovorna za demijelinaciju perifernog živčanog sustava.
- Elektrodijagnostika

Elektromiografija i proučavanje kondukcije živaca može otkriti prolongirani distalni period inkubacije, usporavanje kondukcije, kondukcijsku blokadu i privremenu disperziju složenog akcijskog potencijala kod slučaja demijelinacije. Što se tiče aksonalne štete, najčešći rezultat pretrage je smanjena amplituda akcijskog potencijala bez usporavanja kondukcije.

### Dijagnostički kriteriji

#### Primarni
- Progresivna, relativno simetrična slabost u najmanje 2 uda zbog neuropatije
- Arefleksija
- Tijek bolesti < 4 tjedna
- Ekskluzija ostalih uzroka (vidi ispod)

#### Sekundarni
- Relativno simetrična slabost praćena ukočenošću i/ili bockanjem u utrnulim udovima
- Upletenost blage osjetljivosti
- Upletenost živaca lica ili nekih drugih živaca glave
- Izostanak temperature
- Tipični nalazi likvora dobiveni nakon lumbalne punkcije
- Elektrofiziološki dokazi demijelinacije nakon elektromiograma

#### Diferencijalne dijagnoze
- Akutne mijelopatije popraćene kroničnom boli u leđima
- Botulizam
- Difterija s ranom orofaringalnom disfunkcijom
- Lyme-borelioza
- Porfirija popraćena bolom u abdomenu, napadajima i psihozom
- Neuropatija vaskulitisa
- Polijomijelitis popraćen temperaturom i menigalnim simptomima
- Mozaična bolest krastavaca poliradikulitis kod imunokomprimiranih pacijenata
- Kritična neuropatija
- Miastenija gravis
- Trovanje organofostafima, talijom, arsenom ili biljkom Conium maculatum
- Pereza uzrokovana virusom zapadnog Nila
- Spinalna astrocitoma
- Bolest motoričkih neurona

## Liječenje
Intenzivna njega i promatranje vitalnih funkcija predstavljaju kamen temeljac u liječenju bolesti. Najveći problem mogu predstavljati respiratorni problemi koji mogu nastati zbog paralize dijafragme. O ranoj intubaciji bi se trebalo razmišljati kod svakog pacijenata čiji je vitalni kapacitet <20 ml/kg, čija je insipiratorna sila negativna, <-25 cmH2O, te kod pacijenata kojima se ove dvije komponente u manje od 24 sata smanje za više od 30%, te kod pacijenata kod kojih bolest brzo napreduje ili imaju autonomne nestabilnosti.
Kada se pacijent stabilizira, treba se odmah započeti s liječenjam. Najbolji tretmani su ili visoke intravenske doze imunoglobulina, 400 mg/kg, tijekom 5 dana ili plazmafereza, no nema značajne razlike između ta dva tretmana, a kombinacija tih dvaju tretmana nije ništa bolja nego jedan od njih pojedinačno. Terapija postaje neučinkovita u periodu od 2 tjedna nakon pojave prvih motoričkih simptoma tako da se liječenjetreba što prije započeti. Pri liječenju se puno česte koriste imunoglobulini jer se lako unose u organizam i puno su sigurniji, a daju se tijekom pet dana, svaki dan 2 g/kg. No, korištenje imunoglobulina nije bezopoasno, te može uzrokovati hepatitis i, u težim slučajevima, zatajenje bubrega ako se koriste više od 5 dana. Dokazano je da glukokoritikoidi NISU efikasnu u liječenju GBS-a. Ako se pak odabere plazmofereza, u tijelo se, četiri puta tijekom tjedna, unosi 40-50 mL/kg plazmene supstitucije.
Nakon akutne faze, pacijent će vjerojatno trebati rehabilitaciju kako bi povratio izgubljene funkcije. Ovakva terapija će se primarno bazirati na poboljšavanju dnevnih aktivnosti kao što su pranje zubiju, odijevanje i kupanje. Ovisno o strukturi lokalne zdravstvene skrbi, utemeljit će se tim terapeuta i bolničarki koji će se brinti za pacijentove potrebe. Terapeuti koji se nalaze u timu mogu biti zaduženi za donošenje medicinskih aparata, za obnavljanje dnevnih aktivnosti i fizičkih sposobnosti pacijenta, te za vraćanje govornih sposobnosti (u slučaju da su oštećene). Nakon uspješne terapije, pacijent bi trebao normalno funckionirati te, u nekim slučajevima, pohađati obaveze treninge.

## Prognoza
U većini slučajeva, oporavak započinje nakon 4. tjedna od dobivanja bolesti. Aproksimativno 80% pacijenata se potpuno oporavi u periodu od nekoliko mjeseci do godinu dana, no neki simptomi, kao arefleksija, mogu ostati i nakon oporavka. Otprilike 5 - 10% pacijenata se oporavi sa značajnim posljedicama, od kojih su najčešće velike štete na motoričkim i osjetilnim aksonima s nesposobnošću regeneracije aksona. No, ovo i dalje ostaje opasna bolest, te je smrtnost, unatoč velikim poboljšanjima u lijčenju i naprednoj njezi, još uvijek oko 2 - 3% u najboljim svjetskim bolnicama. U svijetu, općenito, smrtnost je nešto viša (oko 4%) primarno zbog čestog nedostatka uređaja za održavanje pacijenta na životu, pogotovo ventilatora koji znaju biti potrebni u ektremnim slučajevima. No postoji i mogućnost, kod 5 - 10% pacijenata, da se bolest povrati, no poprilično kasno pa liječnoci to označavaju kao kroničnu upalnu demijelinatnu neuropatiju.

## Povijest
Bolest je prvi put opisana 1859. od strane francuskog liječnika Jeana Landryja. Godine 1916., Georges Guillain, Jean Alexandre Barré i André Strohl dijagnosticiraju bolest dvojici vojnika i time otkrivaju glavnu dijagnostičku abnormalnost - povećana proizvodnja proteina u likvoru, ali broj stanica ostaje normalan.
GBS je još nazivan i akutna upalna demijelinatna polineuropatija, akutni idiopatski poliradikuloneuritis, akutni idiopatski polineuritis, francuski polio, Landryjeva uzlazna paraliza i Landry-Guillain-Barréov sindrom.

## Poznati oboljeli
- Andy Griffith, glumac, glumio u serijama Andy Griffith Show i Matlock. GBS dobio 1983. godine.[5]
- Rachel Chagall, glumica, GBS dobila 1982. Godine 1987. na filmu je portretirala Gabrielu Brimmer, poznatu aktivisticu.[6]
- Joseph Heller, pisac, GBS dobio 1981. Ovaj dio njegovog života opisan je u njegovoj knjizi No Laughing Matter, koja sadrži poglavlja napisana od strane samog Hellera i od strane njegovog prijatelja Speeda Vogela.[7]
- Franklin Delano Roosevelt, 32. američki predsjednik, obolio 1921. Studija iz 2003. utvrdila je da je Rooseveltova paraliza, koja se dugo atributirala poliomijelitisu, zapravo uzrokovana Guillain-Barréovim sindromom.[8]
- Markus Babbel, nogometaš, GBS dobio 2001. nakon perioda tijekom kojeg je bolovao od Epstein-Barrovog virusa.[9]
- Serge Payer, hokejaš. Nakon borbe s bolešću, osnovao je Zakladu Serge Payer koja je posvećenja sakupljanju novca za istraživanje sindroma.[10]
- Scott McKenzie, američki glazbenik.[11]

## Vanjske poveznice
- GBS/CIDP Foundation International
- Information  Arhivirana inačica izvorne stranice od 1. studenoga 2008. (Wayback Machine) from the Guillain-Barré Syndrome Support Group (UK)
- Information  Arhivirana inačica izvorne stranice od 24. kolovoza 2008. (Wayback Machine) from GBS Association of New South Wales (AUS)

|  | Molimo pročitajte upozorenje o korištenju medicinskih informacija. Ne provodite liječenje bez savjetovanja s liječnikom! |